# 48 Dywizjon Artylerii Lekkiej
48 dywizjon artylerii lekkiej (48 dal) – pododdział artylerii lekkiej Wojska Polskiego II RP.
Dywizjon nie występował w pokojowej organizacji wojska. Został sformowany w alarmie w grupie niebieskiej przez 31 pułk artylerii lekkiej na bazie jego I dywizjonu. Gotowość marszową osiągnął 26 sierpnia 1939 roku. Pobrał należne wyposażenie i uzbrojenie.

## 48 dal w kampanii wrześniowej
29 sierpnia 1939 roku dywizjon został załadowany do 2 składów kolejowych na stacji Toruń-Przedmieście, a następnie dojechał 30 sierpnia do stacji Morzeszczyn na zachód od Gniewa.

### Działania bojowe
Od tego momentu 48 dal wszedł w skład Oddziału Wydzielonego „Wisła”, którego dowódcą był ppłk Józef Popek, oprócz dywizjonu w skład OW "Wisła" wchodziły bataliony: II/65 pułku piechoty, 2 strzelców i 82 piechoty typ spec. W nocy 31 sierpnia na 1 września 1939 roku dywizjon zajął stanowiska ogniowe pomiędzy Gogolewem, a Wisłą (kierunek strzału na prawy brzeg Wisły). Przekazano też dotację amunicji artyleryjskiej dla plutonu artylerii piechoty 2 bs. 

#### Udział w bitwie nad Osą
Po wypełnieniu zadań OW, skierowano dywizjon do dyspozycji dowódcy artylerii 16 Dywizji Piechoty. Pozostawiając na stanowiskach 3 baterię jako wsparcie 82 bp. W Grudziądzu dywizjon przeszedł na prawy brzeg Wisły.
Dywizjon przybył do Pokrzywna wraz z batalionem II/65 pułku piechoty 2 września przed południem. W godzinach popołudniowych wspierał batalion II/65 pp w ataku i zajęciu m. Nicwałd, który zdobył ok. godz.20. 3 września wspierał ogniem obronę piechoty broniącej Nicwałd, przed niemiecką 21 DP. 48 dal był atakowany przez lotnictwo niemieckie, bez strat. Dalsza obrona Radzynia Chełmińskiego nie powiodła się, po czym dołączył do oddziału wydzielonego płk. Cieślaka w Lisewie i Płużnicy. Podczas odwrotu tabory dywizjonu były bombardowane, w wyniku czego odłączyły się i pomaszerowały na Toruń, a dalej do Włocławka. 4 września do dywizjonu dołączyła 3 bateria, która 2 września zajmowała stanowiska ogniowe bez kontaktu z nieprzyjacielem, wykonała odwrót wraz z 82 bp, po przeprawieniu się piechoty przez Wisłę na środkach podręcznych, osamotniona dotarła do Świecia, gdzie przeprawiła się przez most. 

#### Walki odwrotowe na Kujawach
5 września dywizjon dołączył na południowym brzegu Wisły do 27 Dywizji Piechoty. 6 września 48 dal zajął stanowiska w Zazdrości na południowy zachód od Torunia, a jedna bateria jako obrona mostów w Toruniu. Następnej nocy dywizjon wykonał marsz do lasów w rejonie Aleksandrowa Kujawskiego, gdzie zajął stanowiska ogniowe nad rzeczką Tążyną, podczas ataku lotniczego ogniem lkm zestrzelił samolot niemiecki. 8 września po południu dywizjon ostrzelał niemieckie patrole rozpoznawcze podchodzące z kierunku Gniewkowa, wspierając obronę 22 pułku piechoty. Nocą 8/9 września wykonał marsz do lasów na północny zachód od Włocławka. 9 września dywizjon stanowisk ogniowych w lesie na południe od stacji kolejowej Brzezie, wydzielona została 2 bateria do zwalczania środków ogniowych nieprzyjaciela na prawym brzegu Wisły i osłony szosy Toruń-Włocławek. 10 września o świcie 48 dal wspierał wypad wzmocnionego I/24 pułku piechoty drogą Wieniec-Osięciny. W Osięcinach stoczono kilkugodzinną walkę z niemieckim 309 pp, następnie oddział wypadowy wycofał się w ślad za nim oddziały niemieckie przystąpiły do pościgu. Na cofający się samodzielnie 48 dal uderzył od tyłu kolumny niemiecki oddział pościgowy, który w boju rozbił 1 baterię. Wieczorem reszta 48 dal dołączyła do jednostek 27 Dywizji Piechoty na północny zachód od Brześcia Kujawskiego. Ze stanowisk za rzeką Zgłowiączką wspierał w walce pułki 27 DP w dniach 11 i 12 września. Stoczył kilka pojedynków artyleryjskich z artylerią niemiecką. Wieczorem 12 września wycofał się dywizjon na nową linię obrony w lasach nadleśnictwa Kowal. 13 września 48 dal był bez styczności ogniowej. Od wieczora 13 września wszedł w skład OW ppłk. Grudzińskiego i pomaszerował wraz z nim do Gostynina. 

#### Udział w bitwie nad Bzurą
14 września wspierał wspólnie z baterią 4/27 pal atak 23 pułku piechoty na przeprawiających się przez Wisłę Niemców.14 września dywizjon w godzinach wieczornych wspierał natarcie 24 pp na Radziwie, jednak bez powodzenia. 15 września 48 dal wspierał obronę piechoty 27 DP przed natarciem niemieckiej 3.DP. Nocą 15/16 września dywizjon podjął marsz do Piasków Troszczyńskich na skraju lasu Gąbin, gdzie zajął stanowiska ogniowe skąd też prowadził niewielki ostrzał oddziałów niemieckiej 3.DP. Nocą 16/17 września rozkazem dowódcy Grupy Operacyjnej gen. bryg. Michała Karaszewicza-Tokarzewskiego podjął marsz na nowe stanowiska w rejonie lasu Uderz koło Iłowa. Rozkazem ponownym dywizjon miał zawrócić na poprzednie stanowiska, co uczyniła bateria 2/48 dal, natomiast dowództwo dywizjonu i 3 bateria pomaszerowały do Iłowa. O świcie 17 września również do Iłowa pomaszerował 2 bateria. Była atakowana przez lotnictwo niemieckie w ciągu dziennego marszu. W nocy 17/18 września 2/48 dal dołączyła do pułku zbiorczego Pomorskiej Brygady Kawalerii w rejonie Bud Iłowskich. Wspólna próba przebicia się do Puszczy Kampinoskiej, dla baterii nie powiodła się. 18 września bateria 2/48 dal wraz z resztkami innych oddziałów broniła się w lasach Iłowem, a Młodzieszynem. Odparto wszystkie ataki nieprzyjaciela, ale bateria poniosła straty sięgające 80% stanu ludzi i koni od ataków niemieckiego lotnictwa i ostrzału artylerii. Po wystrzeleniu reszty amunicji, nocą 18/19 września pozostałość baterii przeprawiła się przez Bzurę w pobliżu Witkowic, w trakcie marszu przez Puszczę Kampinoską resztki baterii wraz z rannym kpt. Mikulskim dostały się do niewoli. 17 września 3 bateria i dowództwo 48 dal uczestniczyło w walkach w pobliżu Iłowa ze zmotoryzowanymi podjazdami niemieckimi, pozostałość dywizjonu była ostrzeliwana przez artylerię niemiecką i bombardowana przez lotnictwo. Poległ w nich dowódca dywizjonu mjr W. Gay wraz z wieloma żołnierzami. 18 września pozostałe działa 3 baterii prowadziły walkę obronną, a żołnierze bez armat w charakterze piechoty. 19 września resztki 3 baterii i dywizjonu wspólnie z pozostałością 11 dywizjonu artylerii konnej przeprawiły się przez Bzurę pod Witkowicami. Większość żołnierzy 3 baterii i pozostałości dowództwa 48 dal dostali się w Puszczy Kampinoskiej do niewoli.

## Obsada personalna dywizjonu
Obsada personalna dywizjonu:
- dowódca dywizjonu – mjr Wacław Gay
- adiutant dywizjonu - por Jan Maroń
- oficer zwiadowczy - ppor. Zdzisław Dobromirski
- oficer obserwacyjny - ppor. rez. Stanisław Junak
- oficer łącznikowy - ppor. rez. Józef Wierciński
- oficer łączności - por. Bolesław Olijewski
- oficer płatnik - por. rez. Leszek Kozielski
- oficer żywnościowy – ppor. rez. Łucjan Kapturczak[7]
- lekarz dywizjonu - ppor. lek. rez. Stanisław Kusy
- lekarz weterynarii dywizjonu - ppor. lek. wet. Kazimierz Pyszkowski
- dowódca kolumny amunicyjnej - ppor. rez. Wacław Sigurski
- dowódca 1 baterii - por. Stefan Fordymacki
  - oficer ogniowy - ppor. Stanisław Ciastko
  - oficer zwiadowczy - ppor. Roman Pietruszewski
  - dowódca I plutonu - ppor. rez. Henryk Jezierski[8]
  - dowódca II plutonu - chor. Franciszek Broda
- dowódca 2 baterii - kpt. Kazimierz Mikulski[9]
  - oficer ogniowy - ppor. Gabriel Świrydenko
  - oficer zwiadowczy - ppor. Jan Stec
  - dowódca I plutonu - ppor. rez. Bronisław Frąckowiak
  - dowódca II plutonu - ppor. rez. Bernard Lemka
- dowódca 3 baterii - kpt. Julian Ziombak
  - oficer ogniowy - ppor. Józef Kaczmarek
  - oficer zwiadowczy – ppor. Jan Żydowicz
  - dowódca I plutonu - ppor. rez. Zbigniew Gozdra
  - dowódca II plutonu - chor. Antoni Bartoszek